# Королевская битва (жанр компьютерных игр)
Королевская битва (англ. battle royale) — один из жанров массовых многопользовательских онлайн-игр, совмещающий в себе элементы симулятора выживания с режимом last man standing. «Королевская битва» сталкивает большое количество управляемых игроками персонажей с минимальным набором снаряжения на ограниченной карте; игроки должны искать на карте оружие и уничтожать противников, пока в игре не останется только один. Характерной особенностью «королевской битвы» является уменьшающаяся по мере игры «безопасная зона»: чем дольше длится матч, тем меньшая часть карты остаётся доступной для игроков. Само название жанра восходит к роману «Королевская битва» японского писателя Косюна Таками и его экранизации.
Игры в жанре «королевской битвы» первоначально появились в виде модификаций к масштабным онлайн-играм с выраженными элементами симулятора выживания, таким как Minecraft или ArmA 2. Игра PlayerUnknown’s Battlegrounds, выпущенная в 2017 году, не была первой в жанре «королевской битвы», но приобрела колоссальную популярность и породила множество подражаний, заставив обозревателей говорить об успехе этой игры и жанра в целом как об одной из важнейших тенденций в игровой индустрии.

## История
В 1999 году вышел роман «Королевская битва» японского писателя Косюна Таками, где в сюжете происходит отбор школьников, которых доставляют на необитаемый остров (или на любой другой ограниченный участок суши) и заставляют сражаться друг с другом, пока не останется один победитель. В 2000 году в Японии вышла его одноимённая экранизация, в которой класс, состоящий из школьников, заставили убивать друг друга до последнего выжившего. В современных играх можно заметить отсылки к этому фильму, в виде отдельного острова или закрытой локации, появляющихся запретных зон, а также добычи продовольствия, медикаментов и т.д.
Ключевые элементы королевской битвы присутствовали в компьютерных играх на протяжении многих лет: режим last man standing крайне распространён в многопользовательских шутерах, в то время как выживание и поиск необходимых для этого предметов на обширной карте стали популярными благодаря симуляторам выживания.
В 2012 году был выпущен фильм «Голодные игры» по одноимённому роману Сьюзен Коллинз; его популярность привела к появлению в том же году модификации к игре Minecraft под названием Hunger Games, позднее переименованной в Survival Games. Подобно персонажам фильма, управляемые игроками персонажи появляются в центре карты рядом с несколькими сундуками с ценными предметами; по ходу игры игроки могут либо сражаться за эти сундуки, либо искать другие сундуки, разбросанные по карте. В случае гибели персонажа игрок выбывает из соревнования, которое продолжается, пока не останется только один игрок.
В 2013 вышла игра под названием ShootMania вместе с режимом Smurf, в котором игровое поле сужалось.
В это же время приобрела популярность DayZ, модификация в духе симулятора выживания для тактического шутера ArmA 2. В то время как сама игра ArmA 2 имитировала военные действия с определёнными приказами и боевыми задачами, DayZ предоставляла игрокам открытый мир и единственную цель — выживать как можно дольше. Хотя DayZ и подобные ей игры и модификации допускали столкновения и сражения между игроками, в силу большого размера виртуального мира и его постоянства такие столкновения происходили нечасто. Это привело к появлению новых модификаций, основанных на DayZ, где сражения между игроками приобретали более спортивный, матчевый характер. В 2015 году в симулятор выживания Ark: Survival Evolved был добавлен соревновательный режим Survival of the Fittest, поддерживающий до 72 игроков. В Survival of the Fittest игроки сражаются друг с другом на постепенно уменьшающейся территории. В 2016 году этот режим был отделён от собственно Ark: Survival Evolved в самостоятельную игру, но позже вновь объединён с ней ради облегчения разработки. Игра The Culling, разработанная Xaviant Studios и выпущенная в раннем доступе в 2016 году, представляла собой королевскую битву меньших размеров — на 16 игроков.
Популяризация королевской битвы как жанра компьютерных игр связана с именем австралийского геймдизайнера Брендана Грина «PlayerUnknown». Вдохновившись концепцией одноимённого романа и фильма, он оформил правила королевской битвы изначально в виде модификации ArmA II: DayZ, а впоследствии перенёс его на движок ArmA III. Впоследствии Грина пригласили в качестве консультанта для работы над режимом игры H1Z1, после выпущенным как отдельная игра под названием H1Z1: King of the Kill. После выхода игры Грин перешёл на работу к корейской компании Bluehole Studio, предложившей создать новую большую игру в жанре «королевской битвы» так, как видит и представляет её Грин. Выпущенная в 2017 году игра PlayerUnknown's Battlegrounds приобрела огромную популярность. На волне популярности PlayerUnknown’s Battlegrounds режимы «королевской битвы» появились в других, уже существующих играх, таких как Fortnite, Grand Theft Auto Online и Paladins. Fortnite Battle Royale даже превзошла PlayerUnknown's Battlegrounds по популярности — этот успех связывали с бесплатностью игры, её доступностью на множестве платформ, а также сравнительно меньшим уровнем насилия на экране и яркой мультяшной графикой, что позволило привлечь к игре детскую и женскую аудиторию.
В октябре 2017 года Китайская ассоциация издателей аудио, видео и цифровой продукции выпустила заявление о том, что не одобряет игры в жанре королевской битвы, их разработку и продажу по нескольким причинам: игры этого жанра слишком кровавы и полны насилия, сам их дизайн в духе гладиаторских боёв идёт вразрез с китайскими ценностями и этическими нормами, и такие игры могут отрицательно влиять на молодёжь. Такая позиция была истолкована западными обозревателями как фактический запрет на издание игр этого жанра в Китае; впрочем, PUBG Corporation и китайскому издательству Tencent удалось добиться разрешения на издание PlayerUnknown's Battlegrounds в Китае, где эта игра благодаря Steam уже приобрела огромную аудиторию. Ряд китайских разработчиков занялись созданием игр-клонов, в том числе для мобильных устройств.